# Gavineta cuaforcada
La gavineta cuaforcada (Xema sabini) és un ocell marí de la família dels làrids (Laridae), única espècie del gènere Xema, si bé alguns autors l'han inclòs en el gènere Larus.

## Morfología

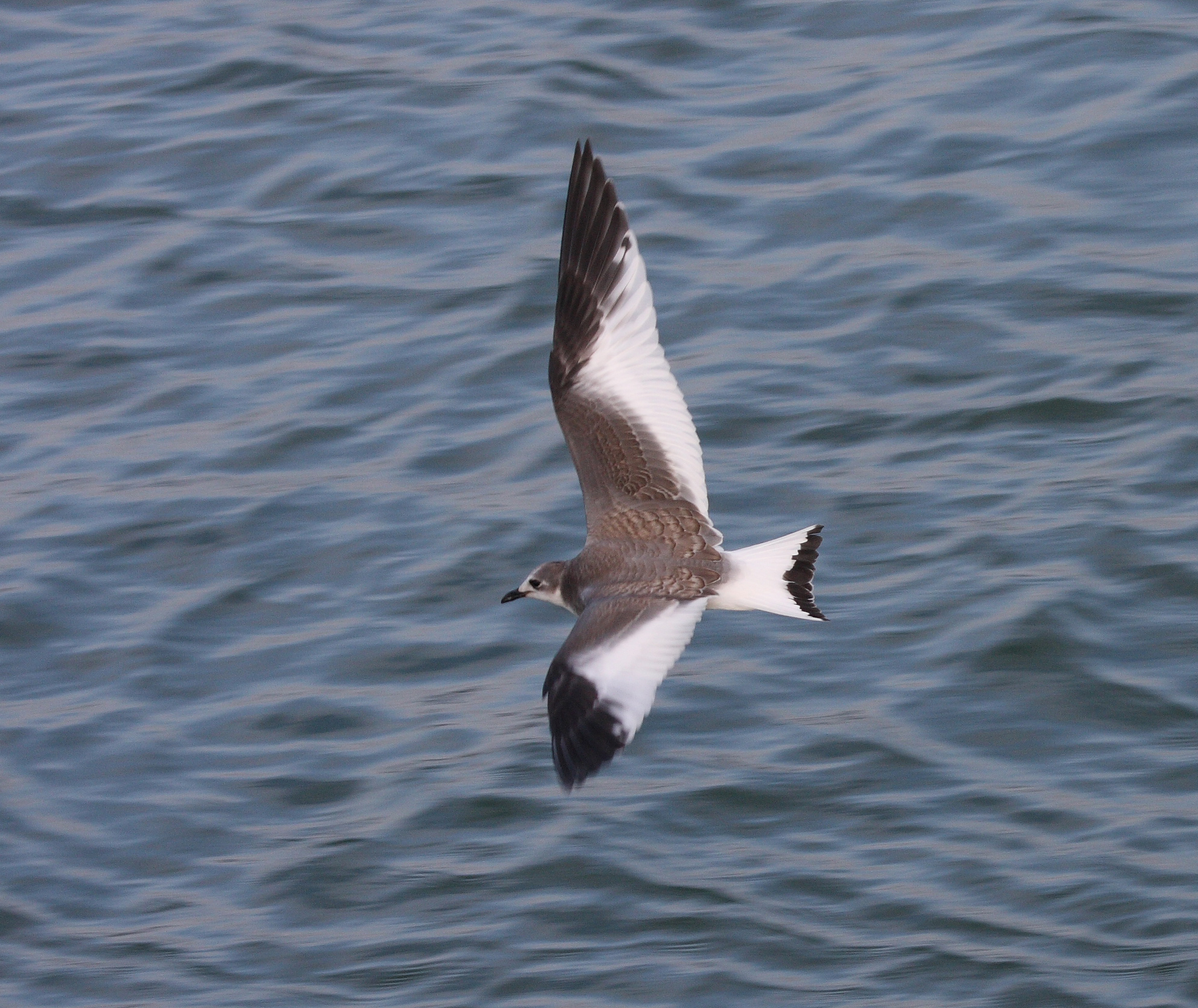
Jove de gavineta cuaforcada mostrant el distintiu disseny cromàtic de les ales

- És una gavina petita, que fa 27-33 cm de llargària, 81-87 cm d'envergadura i un pes de 135-225 g.
- En estiu el cap i la gola són de color gris fosc, el coll, les parts inferiors i la forcada cua, són de color blanc. En hivern el cap esdevé blanc restant algunes marques fosques.
- El mantell i les cobertores alars són de color gris, les quatre primeres primàries negres i la resta de primàries i les secundàries blanques, el que fa un disseny molt distintiu.
- Bec negre amb punta groga. Potes fosques.
- Els joves tenen un disseny semblant a l'adult, en marró en lloc de gris. Banda negra al final de la cua. Bec i potes marrons.

## Hàbitat i distribució
D'hàbits pelàgics fora de l'època de reproducció, cria en una àrea circumpolar molt septentrional, al nord de Groenlàndia, Spitzberg i Nova Sibèria, nord de Rússia i Sibèria, nord i oest d'Alaska i illes septentrionals del Canadà. Passa l'hivern a les costes occidentals d'Àfrica i Sud-amèrica. Als Països Catalans es pot albirar durant les migracions, però en contades ocasions.

## Alimentació
Dieta molt variada, menja qualsevol petit animaló al seu abast. També pot menjar ous d'altres ocells, com ara el xatrac àrtic.

## Reproducció
Crien en colònies. Ponen 2 - 3 ous clapats de marró verdós, en nius amagats entre l'herba.